# Кавалли (река)
Кавалли (англ. Cavally River; в верховье Дире) — река в Западной Африке. Длина — 515 км, самая длинная река в Либерии. Площадь бассейна составляет около 30 225 км².
Берёт начало на западном склоне хребта Нимба, в заповеднике Мон-Нимба, вблизи поселения Туо (Гвинея). Огибает горный заповедник с севера и направляется на юг. В верховье протекает через Кот-д’Ивуар, далее — по границе Либерии с Кот-д’Ивуаром. Впадает в Гвинейский залив.